# وقتی عاشق شدیم
وقتی عاشق شدیم (انگلیسی: Since We Fell) کتابی است در قالب تریلر روان‌شناختی از دنیس لهان نویسنده آمریکایی که در سال ۲۰۱۷ میلادی توسط لیتل براون اند کمپانی منتشر گردید.

## ترجمه فارسی
این کتاب در ایران تحت عنوان «وقتی عاشق شدیم» توسط نیلوفر خوش‌زبان ترجمه و توسط نشر سده منتشر شده‌است.